# Geleira Beardmore
O glaciar Beardmore é um glaciar/geleira localizado na Antártida, um dos maiores do mundo, tendo um comprimento de 160 km e chegando a ter 40 km de largura em algumas regiões.
O seu nome  é uma homenagem ao industrial britânico William Beardmore (1856 - 1936) financiador da expedição de Ernest Shackleton à Antártida em 1907.